# Robert de Marzy
Robert de Marzy, né à Marzy et mort en 1273, est un prélat français du XIIIe siècle, évêque de Nevers. 

## Biographie
Robert de Marzy est pourvu d'un canonicat dans la cathédrale de Saint-Cyr de Nevers, quand il monte sur le siège épiscopal vers la fin de 1260. En 1262, ce prélat et le chapitre traitent avec Eudes, comte de Nevers, sur la valeur, le poids et le titre de la monnaie à émettre dans le diocèse. Robert soutient une discussion contre le trésorier et le sacristain de la cathédrale au sujet des grosses réparations qu'il faut faire à cette église ; il s'agit de savoir dans quelle proportion chacun devait y contribuer. Robert donne à sa cathédrale une statue de saint Cyr en argent.
Pendant son épiscopat, Agnès de Bourbon, veuve de Jean de Bourgogne, comte de Charolais, donne en 1271 aux frères prêcheurs les maisons et manoirs qu'elle possède dans la ville de Nevers auprès des maisons du doyen et des chanoines, pour y élever un couvent de leur Ordre, et la comtesse Yolande de Bourgogne, veuve de Jean-Tristan, quatrième fils de saint Louis, fond au faubourg de La Chaussée un couvent de cordeliers.